# Kostamonjärvi
Kostamonjärvi är en sjö i kommunen Joutsa i landskapet Mellersta Finland i Finland. Sjön ligger 109,5 meter över havet. Arean är 96 hektar och strandlinjen är 4,06 kilometer lång. Sjön  ingår i Kymmene älvs huvudavrinningsområde.   Den ligger omkring 46 kilometer söder om Jyväskylä och omkring 190 kilometer norr om Helsingfors. 